# Schefajim
Schefajim (hebräisch שְׁפָיִים Schfajīm, deutsch ‚kahle Hügel‘) ist ein 2,5 km nördlich Herzlias gelegener Kibbuz. 2018 hatte der Ort 1276 Einwohner.

## Geschichte
Der Kibbuz Schefajim wurde 1931 von Einwanderern aus Polen gegründet, die im Rahmen der Alija nach Palästina eingewandert waren. Der Name der Ortschaft stammt aus Jesaja: „Auf den kahlen Hügeln lasse ich Ströme hervorbrechen.“ (Jes 41,18 ) Während des Völkerbundsmandats für Palästina war Schefajim ein Zentrum illegaler Einwanderung. Im Palästinakrieg nahm Schefajim Flüchtlinge aus dem Kibbuz Beit HaArawa auf.
In den frühen 1970er Jahren errichtete der Kibbuz die Kunststofffabrik Polycad (פוליכד). In den frühen 1980er Jahren wurde das Unternehmen Shafit aufgebaut, eine Anlage für Biotechnologie. Mitte der 1990er Jahre kaufte der Kibbuz die israelische Zirei-Fabrik (Zirei Israel plant) und baute das Unternehmen zu einem der führenden Unternehmen der israelischen Baumwollindustrie aus.
Im Jahre 2012 erwarb IBM die Softwareentwicklungsfirma Worklight Ltd. die Apps für Smartphones und Tablets entwickelte. Die Firma war 2006 von Shahar Kaminitz aus Schefajim, einem ehemaligen leitenden Angestellten von Amdocs, gegründet worden.
Der Kibbuz Schefayim ist einer der finanzstärksten Mitglieder der Kibbuzbewegung und war einer der wenigen Kibbuzim, die während der Rezession in den 1980er Jahren keine finanzielle Unterstützung durch den Staat oder die Banken benötigten.
Die Haupteinkommensquelle des Kibbuz ist Hutzot Shefayim, ein Einkaufszentrum, das auf ehemaligem Ackerland errichtet wurde. Weitere Einnahmequellen sind ein Hotel- und Konferenzzentrum, sowie ein Wasserpark, der sog. Shefayim Water Park.

## Bekannte Einwohner
- Orit Noked
- Rachel Schapira